# エミラウ島
エミラウ島（エミラウとう、Emirau Island） は、ビスマルク諸島の島。パプアニューギニアのニューアイルランド州に属す。島で話される言語はムサウ＝エミリア語の方言である。初期の探検家は同島をスクアリー島 (Squally Island) と名付けたとの記録がある。
エミラウ島は第二次世界大戦時にはアメリカ軍に占領され、飛行場が設置された。いくつかのアメリカ海兵隊の部隊およびニュージーランド空軍の爆撃機部隊が同島を拠点とした。エミラウ島はラバウルの日本軍基地に対する攻撃の拠点であった。